# 大道寺繁禎
大道寺 繁禎（だいどうじ しげよし）は、江戸時代後期の弘前藩士。明治期の実業家、政治家。

## 生涯
文久2年（1862年）、家督1200石を継ぎ、大寄合、側役、学校惣司などを経て家老となった。明治元年（1867年）の戊辰戦争の際には青森口軍事総轄、戦後は権大参事、郡長、執政などで活躍した。明治6年（1873年）には区長となった。
その後も明治12年の県会議員就任を始め、南津軽郡郡長、中津軽郡長など地方政界で活躍した。実業家としても活躍し、第五十九銀行（現青森銀行）の頭取、農牧社や弘前電燈の社長を務めた。特に弘前農具会社（現角弘）の設立は有名である。明治40年（1907年）には弘前市立図書館長となった。
大正8年（1919年）、狭心症で死去した。

## 人物
病弱であった幼少のころから学問を好んだ。特に漢学、和歌を好み、楸舎、楸園などと称した。慶応4年に江戸に出て、近衛忠煕や佐々木弘網に師事した。高崎正風や阪正臣とも親交があった。「陸奥史談会」の設立や歌道の奨励により、数百を超える弟子がいたという。清廉な人物で、公共事業に私財を投入し、「清水居」と名付けた屋敷で一生を送った。
1906年（明治39年）に開かれた「藩祖三百年祭」では実行委員長を務め、弘前教育会の求めに応じて初代「弘前市民の歌」を作詞している。